# Eicochrysops pinheyi
Eicochrysops pinheyi is een vlinder uit de familie van de Lycaenidae. De wetenschappelijke naam van de soort is voor het eerst gepubliceerd in 1985 door Allan Heath.
De soort komt voor in  Zambia.